# Seoul Station
Pour les autres significations, voir Gare de Séoul.
Série
Dernier train pour Busan
(2016) Peninsula
(2020)
Pour plus de détails, voir Fiche technique et Distribution.
Seoul Station (서울역, Seoulyeok) est un film d'animation sud-coréen réalisé par Yeon Sang-ho, sorti en 2016.
Il s'agit d'une préquelle du film Dernier train pour Busan, du même réalisateur, sorti quelques mois auparavant.

## Synopsis
Suk-gyu est à la recherche de sa fille Hye-sun qui a fugué, il découvre qu'elle est devenue une prostituée. Alors qu'il est sur le point de la retrouver, une épidémie de zombies se répand dans Séoul.

## Fiche technique
- Titre original : 서울역, Seoulyeok
- Titre français : Seoul Station
- Réalisation et scénario : Yeon Sang-ho
- Pays d'origine :  Corée du Sud
- Format : couleur — 35 mm — 1,85:1 — Dolby Digital
- Genre : animation, horreur
- Durée : 92 minutes
- Dates de sortie :
  - Belgique : 5 avril 2016 (Festival international du film fantastique de Bruxelles)
  - France : 13 juin 2016 (Festival international du film d'animation d'Annecy 2016)
  - Suisse : 3 juillet 2016 (Festival international du film fantastique de Neuchâtel 2016)
  - Corée du Sud : 17 août 2016 (sortie nationale)

## Distribution

### Voix originales
- Ryoo Seung-ryong : Suk-gyu
- Joon Lee : Ki-woong
- Sim Eun-kyeong : Hye-sun